# Scroll Lock
Scroll Lock – klawisz na klawiaturze komputerowej będący pozostałością z oryginalnej klawiatury IBM PC, gdzie służył do zmiany zachowania klawiszy strzałek. Przy wciśniętym Scroll Lock klawisze strzałek przewijały zawartość okna z tekstem, a przy wyłączonej funkcji Scroll Lock służyły do poruszania kursorem w tekście. Klawisz ten obecnie przydatny jest na konsolach systemów UNIX/Linux do blokady przewijania ekranu (na przykład przy czytaniu tekstu, który zbyt szybko znika).

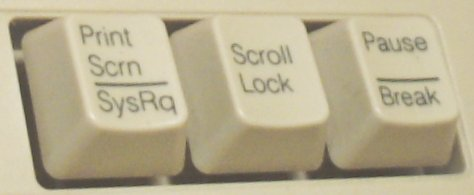
Klawisz i jego sąsiedzi

Klawisz Scroll Lock zaliczany jest do grupy przełączających, podobnie jak Num Lock i ⇪ Caps Lock, które po włączeniu zmieniają sposób działania grupy klawiszy, a po ponownym wciśnięciu przywracają pierwotne znaczenie tej grupy klawiszy.
Systemy Microsoft Windows 2000, Windows XP i Windows Vista mają funkcję, w której użytkownik może ręcznie wywołać „niebieski ekran śmierci” prostym skrótem klawiaturowym Ctrl+Scroll Lock (dwukrotnie). W systemach Windows 7, Windows 8, Windows 10 i Windows 11 ta funkcja jest ukryta i aby wprowadzić ją do systemu, należy odpowiednio zmodyfikować rejestr.
Obecnie niewiele programów korzysta z pierwotnego znaczenia tego klawisza. Jednym z nich jest Microsoft Excel, gdzie klawisze strzałek służą do przesuwania kursora komórki, a przy włączonej funkcji Scroll Lock służą do przewijania zawartości arkusza.
Część programów wykorzystuje Scroll Lock jako klawisz funkcyjny (jak klawisze F1...F12) do uruchamiania konkretnych funkcji czy procedur – przykładowo w przełącznikach KVM (Keyboard Video Mouse) klawisz Scroll Lock użyty z klawiszem numerycznym służy do przełączania klawiatury, monitora i myszki pomiędzy kilkoma komputerami.